# Jingo-ji

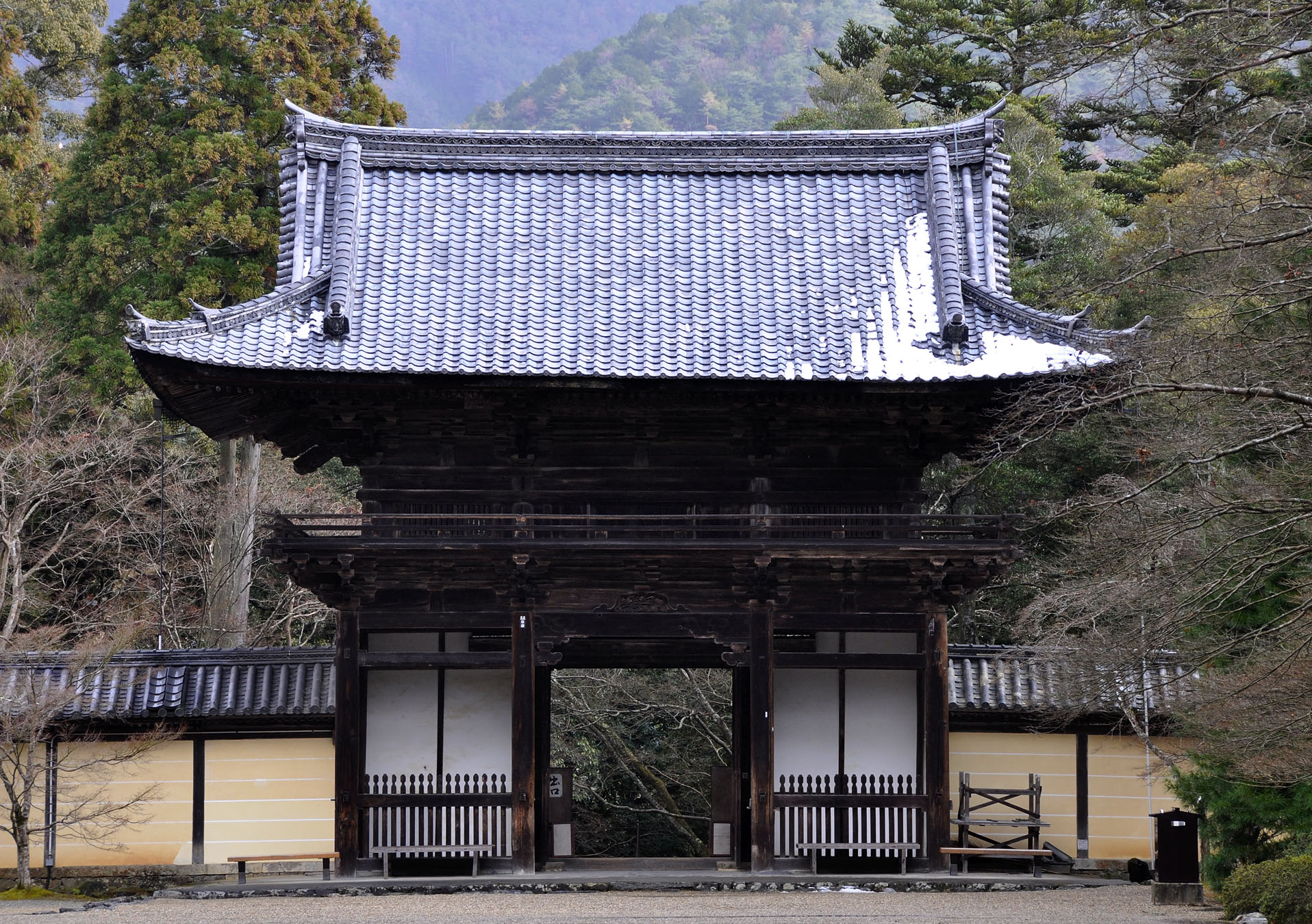
Rōmon (vue de l’intérieur du temple).

Le Jingo-ji (神護寺) est un temple bouddhiste de Kyoto situé sur le mont Takao, au nord-ouest du centre de la ville. Le temple est de confession bouddhiste shingon. Son honzon est une statue de Yakushi Nyorai, le Bouddha de la guérison ou « Bouddha médecin ».

## Histoire
Le temple est établi en 824, comme une fusion de deux temples privés fondés plus tôt par Wake no Kiyomaro, le Jingan-ji (神願寺) dans la province natale de Kiyomaro et le Takaosan-ji (高雄山寺).

## Trésors nationaux
Jingo-ji abrite seize trésors nationaux du Japon. Il s'agit du honzon et d'autres statues. Un autre trésor est la liste écrite par Kūkai en 812, appelée Liste nominale des abhisheka (initiés) (灌頂歴名, kanjōrekimyō), et affiche un certain talent de Kukai pour la calligraphie. Cette liste contient les noms des gens et des divinités qui ont passé le rituel Abhiseka présidé par Kukai à Takaosan-ji en 812.

## Bâtiments
Les bâtiments de Jingo-ji ont été détruits par le feu et la guerre. Parmi les bâtiments d'origine, seul le Daishi-dō a survécu à la guerre d'Ōnin et même la date de l'actuel Daishi-dō est incertaine. Itakura Katsushige, daimyo et ancien Kyoto shoshidai du shogunat Tokugawa, a ordonné une restauration majeure en 1623. Une autre reconstruction a eu lieu dans les années 1930 avec une contribution de Gendo Yamaguchi.
Les bâtiments actuels se répartissent ainsi :
- rōmon (1623) ;
- le kon-dō (金堂, 1934) abrite l'image centrale de Yakushi Nyorai, le Bouddha de la guérison ;
- Bishamon-dō (1623) ;
- Godai-dō (五大堂, 1623) héberge les statues de Fudō Myōō et autres déités courroucées ;
- shōrō (1623) ;
- Daishi-dō (大師堂, date inconnue)
- tahōtō (1934)

## Galerie

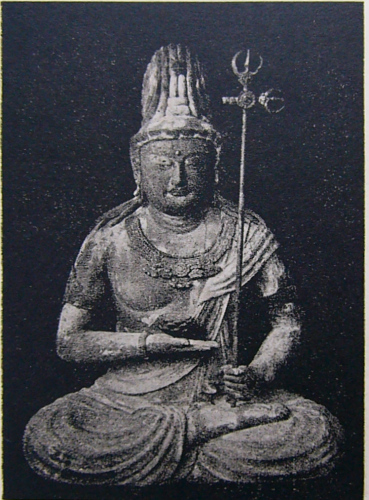
Kokuzo-Bosatsu (Maha Akashagarbha Bodhisattva), environ 94 cm de haut, vers 830-850.
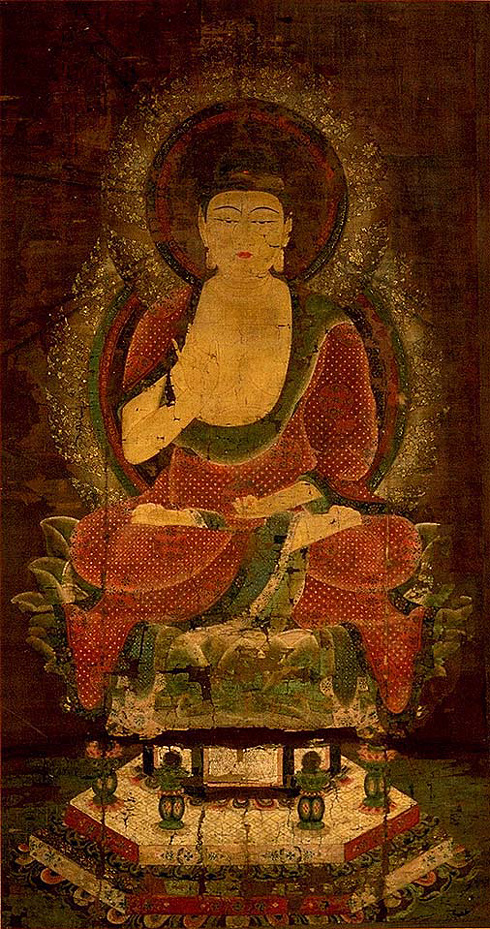
Shaka nyorai (Sakya Tathāgata) (絹本著色釈迦如来像, kenpon choshoku shaka nyoraizō) ou Shakyamuni rouge (赤釈迦, shaka) du XIIe siècle. Rouleau suspendu, 159,4 × 85,5 cm, couleur sur soie.
Portrait de Yoritomo, copie du rouleau suspendu original de 1179, attribué à Fujiwara No Takanobu, couleur sur soie.